# 21. ročník Filmového festivalu v Cannes

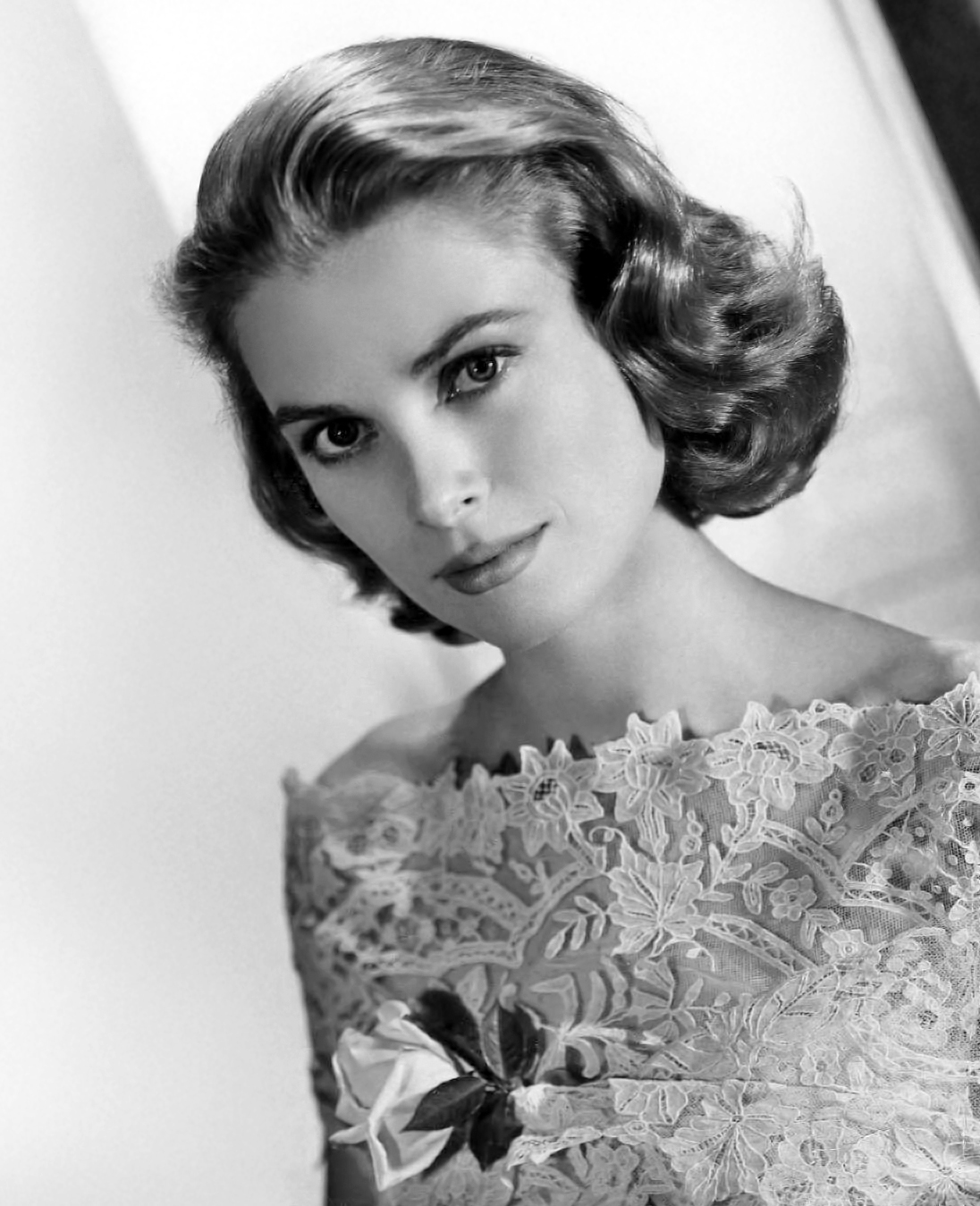
Herečka Grace Kellyová, která festival uváděla

21. ročník Filmového festivalu v Cannes měl proběhnout mezi 10. a 24. květnem roku 1968, ale byl předčasně ukončen kvůli květnovým nepokojům. Festival byl zahájen restaurovanou verzí filmu Jih proti Severu režiséra Victora Fleminga. Posledním promítaným snímkem byl 17. května dokument Rocky Road to Dublin režírovaný Peterem Lennonem. Ihned po jeho skončení vstoupili na pódium tři novovlnní režiséři Jean-Luc Godard, Claude Lelouch a François Truffaut a oznámili, že v solidaritě s dělníky a studenty, kteří po celé Francii protestují, je festival ukončen. V hlavní soutěži byl mimo jiné český film Hoří, má panenko režiséra Miloše Formana; žádný film nakonec hlavní cenu nezískal. Podobný osud potkal v roce 1970 dvacátý ročník Filmového festivalu v Berlíně, který byl rovněž ukončen předčasně.